# Wir sind Helden
Wir sind Helden (Som herois en alemany) és un grup de pop/rock d'Alemanya. Es va fundar en 2001 i continuen en actiu. Formen part de la "Neue Neue Deutsche Welle" (nova nova ona alemanya) juntament amb Virginia Jetzt!, Astra Kid, Hamburger Schule, Tocotronic, Die Sterne…

## Història

### Fundació
Judith Holofernes, cantant principal del grup, ja havia treballat com a solista abans de la fundació de Wir sind Helden. Actuava en un menut Club berlinès i va arribar fins i tot a publicar el seu propi CD: Kamikazefliege (Mosca kamikaze en alemany). Tractant de trobar musics per acompanyar-la, Holofernes es va trobar l'any 2001 a Hamburg amb Pola Roy (bateria) i Jean-Michel Tourette (guitarra i teclats) amb els qui immediatament va formar una estreta amistat. Al principi el grup va actuar sota el nom de Judith Holofernes i publicà alguns títols propis a la plataforma de música on-line BeSonic. El baix Mark Tavassolfou l'últim a incorporar-se, al grup, proposat per Pola Roy.

### Evolució
L'any 2002, Wir sind Helden irrompí al panorama de la música pop alemanya amb la seua cançó Guten Tag, que arribà a la posició 53 a les llistes de singles d'Alemanya i fou emès repetidament per la MTV, malgrat que la banda no tenia encara contracte discogràfic. L'àlbum de debut Die Reklamation (2003) entrà a les llistes de venda de discos alemanyes en el número 6 i arribà a abastar la segona posició. La seua popularitat s'incrementà significativament quan Judith Holofernes aparegué al programa televisiu Harald Schmidt Show, el que propicià que s'esgotaren totes les entrades per a la menuda gira que el grup estava fent a petits locals. El seu segon àlbum Von hier an blind (2005) entrà directament al primer lloc de les llistes alemanyes i austriaques, romanent entre els deu primers al llarg de 20 setmanes.
Entretant, Wir sind Helden intentaren també fer-se un lloc en altres països, de parla no alemanya, i per aquest motiu, arreglaren algunes de les seues cançons per a altres llengües. L'any 2005 gravaren Mit sā itte miyō (jap. さあ行ってみよう), una versió japonesa de Von hier an blind, i un poc més tard, l'any 2006, publicaren una recopilació de cançons de Die Reklamation i Von hier an blind per al mercat francès, que també contenia versions en francès de Von hier an blind (Le vide), Guten Tag (La réclamation) i Aurélie (Aurélie, c'est pas Paris).
El 25 de maig de 2007 publicaren el seu tercer disc d'estudi, anomenat Soundso i que en poques setmanes arribà al segon lloc de les llistes alemanyes i austriaques. El primer single fou Endlich ein Grund zur Panik, al que un mes després seguí Soundso.

## Membres
- Judith Holofernes - cantant, guitarra
- Pola Roy - bateria
- Mark Tavassol - baix
- Jean-Michel Tourette - teclats, guitarra

## Obra

### Lletres
Les lletres d'Holofernes contenen crítiques al consumisme (Guten Tag), a l'esforç improductiu (Müssen nur wollen), a les regles estrictes (Ist das so?) o a la indústria discogràfica (Zuhälter). En Zieh dir was an es critica a la generació de cantants que tenen èxit més per l'atractiu físic que pel seu talent musical. L'amor també inspira moltes de les lletres d'Holofernes, ja sigui des d'una óptica humorística (Aurélie), o des d'un enfocament més seriós (Außer dir). En Heldenzeit respon a la freqüent pregunta de per què el grup s'anomena així, i en Wütend genug replica a les acusacions de què Wir sind Helden són un grup amb una imatge massa amable i formal. Amb el single Gekommen um zu bleiben, fan burla d'aquells que afirmaven que la banda seria "flor d'un día", que el seu primer disc seria també el darrer i no serien capaços de satisfer les altes expectatives de públic y crítica encetades pel seu primer àlbum.

### Estil musical
L'àlbum de debut de Wir sind Helden, Die Reklamation, fou considerat un disc festiu i divertit, amb influències del tecno pop. Algunes de les seues cançons provenen de l'època de cantant en solitari de Judith Holofernes. El segon àlbum, Von hier an blind, està carregat d'arreglament de guitarra. En la producció els quatre músics s'han involucrat a parts iguals, cosa que no va succeir a Die Reklamation.

### Rellevància
Wir sind Helden són considerats pioners d'un moviment que va fer eclosió l'any 2004, al qual pertanyen altres joves grups alemanys com Silbermond i Juli. Especialment aquests últims, han sigut sovint acusats de copiar a Wir sind Helden, per fer un similar ús del llenguatge metafòric. Sovint s'anomena el seu estil com el de la Neue Neue Deutsche Welle.

## Discografia

### Àlbums
| Data de publicació  | Títol             | Posició a les llistes | Posició a les llistes | Posició a les llistes | Posició a les llistes | Xifra de vendes                         |
| Data de publicació  | Títol             | AL                    | AU                    | SU                    | HO                    | Xifra de vendes                         |
| ------------------- | ----------------- | --------------------- | --------------------- | --------------------- | --------------------- | --------------------------------------- |
| 4 de Juliol de 2003 | Die Reklamation   | 2                     | 3                     | 38                    | -                     | 800.000 (4 discs de platí)              |
| 1 d'Abril de 2005   | Von hier an blind | 1                     | 1                     | 5                     | 72                    | 500.000 (2 discs de platí, 1 disc d'or) |
| 25 de Maig de 2007  | Soundso           | 2                     | 2                     | 11                    | -                     | 100.000 (1 disc d'or)                   |

### Singles
| Any  | Títol                       | Posició a les llistes | Posició a les llistes | Posició a les llistes | Posició a les llistes | Àlbum             |
| Any  | Títol                       | AL                    | ÀU                    | SU                    | HO                    | Àlbum             |
| ---- | --------------------------- | --------------------- | --------------------- | --------------------- | --------------------- | ----------------- |
| 2003 | Guten Tag                   | 53                    | –                     | –                     | –                     | Die Reklamation   |
| 2003 | Müssen nur wollen           | 57                    | –                     | –                     | –                     | Die Reklamation   |
| 2003 | Aurélie                     | 47                    | –                     | –                     | –                     | Die Reklamation   |
| 2004 | Denkmal                     | 26                    | 41                    | –                     | –                     | Die Reklamation   |
| 2005 | Gekommen um zu bleiben      | 24                    | 4                     | 39                    | –                     | Von hier an blind |
| 2005 | Nur ein Wort                | 28                    | 13                    | –                     | –                     | Von hier an blind |
| 2005 | Von hier an blind           | 42                    | 57                    | –                     | –                     | Von hier an blind |
| 2006 | Wenn es passiert            | 41                    | 34                    | –                     | 24                    | Von hier an blind |
| 2007 | Endlich ein Grund zur Panik | 34                    | 32                    | –                     | –                     | Soundso           |
| 2007 | Soundso                     | 62                    | –                     | –                     | –                     | Soundso           |
| 2007 | Kaputt                      |                       |                       |                       |                       | Soundso           |

### Altres
- 1999: Kamikazefliege (Judith Holofernes' Àlbum en solitari. Ja incloïa les cançons Aurélie i Außer Dir. 500 còpies)
- 2002: Guten Tag (5-Track EP 3000 còpies)
- 2003: Rio Reiser Familienalbum – Eine Hommage (Wir sind Helden participa amb la cançó Halt dich an deiner Liebe fest)
- 2004: Die rote Reklamation (Reedició de Die Reklamation amb un Bonus-DVD)
- 2006: Wir sind Helden (Compilació per al mercat francès de cançons de Die Reklamation i Von hier an blind amb tres versions cantades en francès.)
- 2007: Live in London (6-Track-Live-EP de l'ITunes Musikfestival de Londres, sols disponible mitjançant l'iTunes)

## Premis
- Echo 2004 en les categories:
  - Màrqueting, per la discogràfica EMI
  - Millor nou talent nacional a la ràdio.
  - Millor grup novell nacional.
  - Millor video d'un grup novell alemany.

## Webs
- (alemany) http://www.wirsindhelden.de/
- (alemany) http://www.helden-forum.com/ Arxivat 2005-12-12 a Wayback Machine.
- (alemany) http://helden.hyperboy.de/ Arxivat 2005-11-24 a Wayback Machine.
- (alemany) http://heldenverehrung.de/